# 大崎舜
大崎 舜（おおさき しゅん、2000年4月15日 - ）は、鹿児島県出身のプロサッカー選手。Jリーグ・ロアッソ熊本所属。ポジションはフォワード。

## 略歴
大津高校では3年時に全国高等学校サッカー選手権大会に出場。当時のチームメイトには福島隼斗、松原亘紀、大竹悠聖などがいる。高校卒業後は福岡大学に進学し、同大サッカー部で永田一真や鶴野怜樹らとプレー。
2022年8月18日、2023年シーズンからのロアッソ熊本加入内定、並びに特別指定選手承認が発表された。
2023年よりロアッソ熊本に正式加入。高さを活かして3トップ中央での起用は少なく、足元の技術とスピードを評価され、左右のウインガーとして起用された。2月26日、J2リーグ第2節のブラウブリッツ秋田戦で途中出場しプロデビューしたがゴールは生まれなかった。
2024年3月13日のルヴァンカップ1回戦、福島ユナイテッドFC戦でプロ公式戦初ゴール。2024年5月18日のJ2第16節・徳島ヴォルティス戦でJリーグ初ゴールを記録し勝利に貢献した。その後も途中出場が主体ながら、リーグ戦では5ゴールの活躍を見せた。

## 所属クラブ
- 大隅NIFS FC
- セレソン都城FC
- 熊本県立大津高等学校
- 福岡大学
  - 2022年8月 - 同年12月  ロアッソ熊本（特別指定選手）[3]
- 2023年 -  ロアッソ熊本

## 個人成績
| 国内大会個人成績 | 国内大会個人成績 | 国内大会個人成績 | 国内大会個人成績 | 国内大会個人成績 | 国内大会個人成績 | 国内大会個人成績 | 国内大会個人成績 | 国内大会個人成績 | 国内大会個人成績 | 国内大会個人成績 | 国内大会個人成績 |
| 年度             | クラブ           | 背番号           | リーグ           | リーグ戦         | リーグ戦         | リーグ杯         | リーグ杯         | オープン杯       | オープン杯       | 期間通算         | 期間通算         |
| 年度             | クラブ           | 背番号           | リーグ           | 出場             | 得点             | 出場             | 得点             | 出場             | 得点             | 出場             | 得点             |
| 日本             | 日本             | 日本             | 日本             | リーグ戦         | リーグ戦         | リーグ杯         | リーグ杯         | 天皇杯           | 天皇杯           | 期間通算         | 期間通算         |
| ---------------- | ---------------- | ---------------- | ---------------- | ---------------- | ---------------- | ---------------- | ---------------- | ---------------- | ---------------- | ---------------- | ---------------- |
| 2021             | 福岡大           | 9                | 他               | -                | -                | -                | -                | 1                | 0                | 1                | 0                |
| 2022             | 熊本             | 38               | J2               | 0                | 0                | -                | -                | 0                | 0                | 0                | 0                |
| 2023             | 熊本             | 20               | J2               | 25               | 0                | -                | -                | 0                | 0                | 25               | 0                |
| 2024             | 熊本             | 20               | J2               | 33               | 5                | 2                | 1                | 1                | 0                | 36               | 6                |
| 2025             | 熊本             | 20               | J2               |                  |                  |                  |                  |                  |                  |                  |                  |
| 通算             | 日本             | 日本             | J2               | 58               | 5                | 2                | 1                | 1                | 0                | 61               | 6                |
| 通算             | 日本             | 日本             | 他               | -                | -                | -                | -                | 1                | 0                | 1                | 0                |
| 総通算           | 総通算           | 総通算           | 総通算           | 58               | 5                | 2                | 1                | 2                | 0                | 62               | 6                |

- 2022年 特別指定選手としての公式戦出場無し

## タイトル

### クラブ
福岡大学
- 九州大学サッカーリーグ（2019年）

### 個人
- 全国高等学校サッカー選手権大会・優秀選手（2018年）[4]